# Martin Peak
Martin Peak är en bergstopp i Antarktis. Den ligger i Västantarktis. Argentina, Chile och Storbritannien gör anspråk på området. Toppen på Martin Peak är 1 045 meter över havet.
Terrängen runt Martin Peak är kuperad åt sydost, men åt nordväst är den platt. Martin Peak är den högsta punkten i trakten. Trakten är obefolkad. Det finns inga samhällen i närheten. 